# Batman: Year 100
Batman: Year 100 — ограниченная серия комиксов, состоящая из четырёх выпусков, которую в 2006 году издала компания DC Comics. Сценаристом и художником выступил Пол Поуп, а Джозеф Вильяррубиа раскрасил комикс.

## Сюжет
В 2039 году Готэм-Сити превратился в полицейское государство, его граждане подвергались необоснованным обыскам и конфискациям. Полиция Готэма почти ежедневно сталкивается с федеральными агентами, жестоко и неумолимо преследующими легендарного «Бэтмена», исчезнувшего 50 лет назад. Сам Человек-Летучая мышь показывается читателю как безымянный герой, живущий в маленькой квартирке на окраинах города. Капитан Гордон, внук комиссара Джеймса Гордона, очень похожий на своего деда, также пытается найти Бэтмена и выяснить, что он знает об убийстве федерального агента. 

### Выпуски
| № | Дата выхода     | Предполагаемый объём продаж (первый месяц) |
| - | --------------- | ------------------------------------------ |
| 1 | 15 февраля 2006 | 24 437, позиция в Северной Америке — 85    |
| 2 | 15 марта 2006   | 23 026, позиция в Северной Америке — 109   |
| 3 | 12 апреля 2006  | 25 992, позиция в Северной Америке — 78    |
| 4 | 17 мая 2006     | 25 825, позиция в Северной Америке — 88    |

### Сборники
| Название                        | Тип              | Дата выхода     | Собранный материал                           | Предполагаемый объём продаж (первый месяц) |
| ------------------------------- | ---------------- | --------------- | -------------------------------------------- | ------------------------------------------ |
| Batman: Year 100                | Мягкая обложка   | 17 января 2007  | Batman: Year 100 #1-4, Batman Chronicles #11 | 5 249, позиция в Северной Америке — 6      |
| Batman: Year 100 New Printing   | Мягкая обложка   | 17 апреля 2013  | Batman: Year 100 #1-4, Batman Chronicles #11 | 2 102, позиция в Северной Америке — 36     |
| Batman: Year 100 Deluxe Edition | Твёрдый переплёт | 14 октября 2015 | Batman: Year 100 #1-4, неизданные материалы  | 1 349, позиция в Северной Америке — 92     |

## Отзывы и награды
Рецензент из IGN положительно отозвался о первом выпуске. В частности, он похвалил Пола Поупа и посчитал, что этот комикс более уникален по сравнению с предыдущими работами автора. В 2022 году тот же сайт включил серию в топ 27 лучших комиксов о Бэтмене на 8 место.
В 2007 году серия получила две премии Айснера в категориях «Best Limited Series» и «Best Writer/Artist».